# Ace Frehley (musikalbum)
Ace Frehley är ett soloalbum utgivet av KISS-medlemmen Ace Frehley den 18 september 1978.
Innan Frehley släppte sitt soloalbum, hade han sjungit på endast två KISS-låtar; "Shock Me", som återfinns på albumet Love Gun, och "Rocket Ride", en av de fem studiolåtarna på Alive II. På albumets avslutande spår, instrumentala "Fractured Mirror", visar Frehley upp sin virtuositet som gitarrist. Han spelar själv samtliga musikinstrument på några av låtarna, utom trummor. Detta överlät han åt sin vän Anton Fig.

## Låtförteckning
Alla låtar är skrivna och komponerade av Ace Frehley, där icke annat anges. 
| 1. | Rip It Out (Frehley, Larry Kelly, Sue Kelly)         | 3:39 |
| 2. | Speedin' Back to My Baby (Frehley, Jeanette Frehley) | 3:35 |
| 3. | Snow Blind                                           | 3:54 |
| 4. | Ozone                                                | 4:41 |
| 5. | What's on Your Mind?                                 | 3:26 |

| 6.           | New York Groove (Russ Ballard)  | 3:01  |
| 7.           | I'm in Need of Love             | 4:36  |
| 8.           | Wiped-Out (Frehley, Anton Fig)  | 4:08  |
| 9.           | Fractured Mirror (instrumental) | 5:25  |
| Total längd: | Total längd:                    | 36:25 |

## Medverkande
- Ace Frehley – sång, sologitarr, akustisk gitarr, elbas, gitarrsynthesizer
- Anton Fig – trummor, slagverk
- Will Lee – elbas på "Ozone", "I'm in Need of Love" och "Wiped-Out"
- Carl Tallarico – trummor på "Fractured Mirror"
- David Lasley och Susan Collins – bakgrundssång på "Speedin' Back to My Baby", "What's on Your Mind?" och "New York Groove"
- Larry Kelly – bakgrundssång på "Rip It Out"
- Bill "Bear" Scheniman – klocka på "Fractured Mirror"
- Bobby McAdams – talkbox på "New York Groove"